# Twierdzenie Riesza (przestrzenie Hilberta)
Twierdzenie Riesza – twierdzenie analizy funkcjonalnej noszące nazwisko Frigyesa Riesza, które opisuje strukturę przestrzeni sprzężonej topologicznie do danej przestrzeni Hilberta w daleko bardziej satysfakcjonujący sposób niż ogólniejsze twierdzenie Hahna-Banacha (obowiązujące dla przestrzeni Banacha). Wśród jego nazw spotyka się oprócz nazwiska Riesza również nazwisko Maurice’a Frécheta oraz nazwy opisowe np. „o reprezentacji (funkcjonału)”, czasami również z zastrzeżeniem „w przestrzeniach Hilberta”.
Stanowi ono odwrócenie następującej obserwacji, iż dla dowolnie wybranego elementu {\displaystyle y} ustalonej przestrzeni Hilberta odwzorowanie dane wzorem {\displaystyle x\mapsto \langle x,y\rangle } jest (ciągłym) funkcjonałem liniowym, tj. każdy funkcjonał liniowy można przedstawić w tej postaci. Ponadto zapewnia ono o równoważności struktur unitarnych (m.in. izomorficzności jako przestrzeni liniowych oraz izometryczności jako przestrzeni unormowanych; zob. przekształcenie unitarne) przestrzeni Hilberta oraz przestrzeni sprzężonej do niej.

## Twierdzenie
Niech {\displaystyle H} będzie przestrzenią Hilberta z iloczynem skalarnym {\displaystyle \langle \cdot ,\cdot \rangle ,} zaś {\displaystyle H^{*}} będzie przestrzenią sprzężoną do {\displaystyle H.} Wówczas dla każdego funkcjonału liniowego {\displaystyle y^{*}\in H^{*}} istnieje jeden i tylko jeden element {\displaystyle y\in H} spełniający dla wszystkich {\displaystyle x\in H} tożsamość
{\displaystyle y^{*}(x)=\langle x,y\rangle .}
Ponadto odwzorowanie {\displaystyle H\to H^{*}} dane wzorem {\displaystyle y\mapsto y^{*}} jest wzajemnie jednoznacznym przekształceniem antyliniowym zachowującym normę; jeśli {\displaystyle H} określona jest nad ciałem liczb rzeczywistych (a nie liczb zespolonych), to wspomniane odwzorowanie jest przekształceniem liniowym zachowującym normę (tzn. jest izometrią liniową, a nie antyliniową).

## Dowód
W dalszej części {\displaystyle \emptyset } oznaczać będzie funkcjonał zerowy, czyli dany wzorem {\displaystyle \emptyset (x)=0} dla każdego {\displaystyle x\in H.}
Jeżeli {\displaystyle H} jest skończonego wymiaru, to istnienie odpowiedniego {\displaystyle y\in H} dla {\displaystyle y^{*}\in H^{*}} wynika z jednoznaczności, gdyż iniektywne przekształcenie {\displaystyle (\cdot )^{*}\colon H\to H^{*}} dane wzorem {\displaystyle y\mapsto y^{*}=\langle \cdot ,y\rangle } jest wtedy suriekcją, a zatem jest izomorfizmem liniowym w przypadku rzeczywistym (zob. dowód) i antyliniowym w przypadku zespolonym (zob. Antyliniowość niżej); w przeciwnym przypadku dla ogólnej przestrzeni liniowej {\displaystyle V} jest {\displaystyle \dim V<\dim V^{*},} ograniczenie przestrzeni sprzężonej do ciągłych funkcjonałów liniowych sprawia jednak, że {\displaystyle \dim H=\dim H^{*}} na podstawie izomorfizmu {\displaystyle (\cdot )^{*}} skonstruowanego niżej.
Istnienie
Dla {\displaystyle y^{*}=\emptyset } wystarczy wziąć {\displaystyle y=0} i wtedy {\displaystyle y^{*}(x)=\langle x,0\rangle =0} dla każdego {\displaystyle x\in H;} niech więc {\displaystyle y^{*}\neq \emptyset ,} wtedy {\displaystyle \ker y^{*}} jest właściwą podprzestrzenią {\displaystyle H.} Ponieważ {\displaystyle y^{*}} jest ciągły, to zbiór {\displaystyle \ker y^{*}} jest domknięty. Z twierdzenia o rzucie ortogonalnym wynika, że
{\displaystyle H=\ker y^{*}\oplus (\ker y^{*})^{\perp },}
a skoro {\displaystyle \ker y^{*}\neq H,} to {\displaystyle (\ker y^{*})^{\perp }\neq \{0\},} a zatem można znaleźć taki element {\displaystyle z\in (\ker y^{*})^{\perp },} dla którego {\displaystyle \|z\|=1.} Ponieważ {\displaystyle z\in (\ker y^{*})^{\perp },} to dla każdego {\displaystyle x\in H} zachodzi
{\displaystyle y^{*}(x)\ z-y^{*}(z)\ x\in \ker y^{*},}
gdyż na mocy liniowości funkcjonału {\displaystyle y^{*}{\big (}y^{*}(x)\ z-y^{*}(z)\ x{\big )}=y^{*}(x)y^{*}(z)-y^{*}(z)y^{*}(x)=0;} dlatego
{\displaystyle 0={\big \langle }y^{*}(x)\ z-y^{*}(z)\ x,z{\big \rangle }=y^{*}(x)\langle z,z\rangle -y^{*}(z)\langle x,z\rangle =y^{*}(x)-y^{*}(z)\langle x,z\rangle }
a stąd
{\displaystyle y^{*}(x)=\left\langle x,{\overline {y^{*}(z)}}\ z\right\rangle ;}
aby teza twierdzenia była spełniona, wystarczy przyjąć {\displaystyle y={\overline {y^{*}(z)}}\ z,} gdzie {\displaystyle {\overline {w}}} oznacza sprzężenie zespolone skalara {\displaystyle w.}
Jednoznaczność
Niech {\displaystyle y_{1},y_{2}\in H} będą dwoma elementami, które dla każdego {\displaystyle x\in H} spełniają
{\displaystyle y^{*}(x)=\langle x,y_{1}\rangle =\langle x,y_{2}\rangle ;}
wówczas, z liniowości, {\displaystyle \langle x,y_{1}-y_{2}\rangle =0} dla każdego {\displaystyle x\in H,} biorąc {\displaystyle x=y_{1}-y_{2}} otrzymuje się {\displaystyle \|x\|=\|y_{1}-y_{2}\|=0,} co ma miejsce wtedy i tylko wtedy, gdy {\displaystyle y_{1}-y_{2}=0,} czyli {\displaystyle y_{1}=y_{2}.}
Izometryczność
Iloczyn skalarny jest ciągły ze względu na pierwszą zmienną; zatem funkcjonał liniowy dany wzorem {\displaystyle y^{*}(x)=\langle x,y\rangle } jest ciągły, a zatem ograniczony (z charakteryzacji ograniczonych operatorów liniowych). Z nierówności Cauchy’ego-Schwarza wynika wtedy, że
{\displaystyle {\big \|}y^{*}(x){\big \|}={\big \|}\langle x,y\rangle {\big \|}\leqslant \|x\|\|y\|,}
a więc
{\displaystyle {\big \|}y^{*}{\big \|}=\sup _{\|x\|=1}\;{\big \|}y^{*}(x){\big \|}\leqslant \|y\|.}
Jeżeli {\displaystyle y=0,} to {\displaystyle \|y^{*}\|=0,} czyli {\displaystyle y^{*}=\emptyset ;} w przeciwnym przypadku dla {\displaystyle z={\frac {y}{\|y\|}}} otrzymuje się
{\displaystyle {\big \|}y^{*}(z){\big \|}={\Big \|}\left\langle {\tfrac {y}{\|y\|}},y\right\rangle {\Big \|}={\frac {1}{\|y\|}}\langle y,y\rangle ={\frac {\|y\|^{2}}{\|y\|}}=\|y\|,}
co daje {\displaystyle \|y^{*}\|=\|y\|.}
Antyliniowość
Antyliniowość odwzorowania {\displaystyle (\cdot )^{*}\colon H\to H^{*}} wynika wprost z własności iloczynu skalarnego, który jest antyliniowy ze względu na drugą współrzędną:
{\displaystyle (cy_{1}+dy_{2})^{*}(x)=\langle x,cy_{1}+dy_{2}\rangle ={\overline {c}}\langle x,y_{1}\rangle +{\overline {d}}\langle x,y_{2}\rangle ={\overline {c}}\ y_{1}^{*}(x)+{\overline {d}}\ y_{2}^{*}(x).}
Jeżeli {\displaystyle H} jest rzeczywista, to iloczyn skalarny jest dwuliniowy, a nie półtoraliniowy; w tym przypadku wystarczy w powyższych równościach pominąć sprzężenie zespolone (oznaczane kreską nad elementem).